# 平原勇次
平原 勇次（ひらはら ゆうじ、1972年4月26日 - ）は、東京都出身の高校教諭（保健体育科）で、現在は都立城東高校に勤務しているバスケットボール審判員である。

## 人物
中学でバスケを始め、早稲田大学では同好会でプレーするかたわら、母校である東京学芸大学附属高校で指導を行っていたが、恩師の助言を機に審判員を目指すようになる。
卒業後、高校の保健体育教員として教鞭を執るかたわら、1997年に日本バスケットボール協会公認審判員資格を取得。
2004年、国際バスケットボール連盟 (FIBA) 国際審判員となり、翌年より国際大会で笛を吹く。日本で開催された2006年バスケットボール世界選手権にも参加した。
2007年、セルビアで開催されたU－19の世界選手権では3位決定戦の審判を担当した。
2008年北京オリンピックでは日本人唯一の審判団入りを果たし、女子決勝の審判を務めた。日本人がオリンピックの決勝の審判を務めるのは東京オリンピック以来となった。
2010年FIBA男子世界選手権（トルコ）では日本人で1人指名され、NBA選手擁するアメリカ戦を中心に担当し、決勝戦でのスタンバイレフェリーとして起用された。
2014年FIBAワールドカップ（男子世界選手権から名称変更、スペインで開催）では日本人ただ一人指名された。
2016年に開幕したBリーグでも笛を吹いている。

## 著書
・「おぼえようバスケットボールのルール」平原勇次/著　2024年 4月 3日発売　ベースボールマガジン社

## DVD
- 『国際審判員 平原勇次の～最新 バスケットボール ルールと審判法～』　ティアンドエイチ株式会社　2009年
- 『国際審判員 平原勇次の～最新ルール対応 バスケットボール ルールと審判法 2～』　ティアンドエイチ株式会社　2012年